# Cartoon Network Magazin
A Cartoon Network Magazin a tévéadót kísérő, kéthavonta megjelenő lap volt. Első száma 2006 novemberében jelent meg. Ekkor még havilap volt. Többnyire képregények, rejtvények, TV-műsor és az új sorozatok leírása volt benne. Az újság minden lapszámához 2014-ig ajándékokat is adtak. A Cartoon Network Magazin tulajdonosa Magyarországon az M&C Kft. volt, ekkoriban összesen 48 szám jelent meg, az utolsó szám 2010 októberében. Utána a következő hónapokban már a Cartoon & Games magazint adták ki a Cartoon Network helyett. Egy hónap kihagyás után 2010 decembere óta ismét megjelent, mivel a Cartoon Network Magazin kiadását átvette az Egmont kiadó. 2012 májusában vált kéthavi lappá, 2014 májusában jelent meg az utolsó szám, majd megszűnt.
2008-ig 690 forint volt egy szám. Ez drágult: volt 890 is, az utolsó időkben 799 Ft-ba került, előfizetőknek korábban 590, később 650 Ft volt.
Korábban reklámozták a legújabb számot a csatornán és az adó honlapján, a CartoonNetwork.hu-n.

## Megjelent számok
| #         | Hónap                  | Tartalom | Ár (Ft) | Előfizetői ár (Ft) |
| --------- | ---------------------- | --- | ------- | ------------------ |
| 1         | 2006. november         | | 690     | 590                |
| 2         | 2006. december         | | 690     | 590                |
| 3         | 2007. január           | | 690     | 590                |
| 4         | 2007. február          | Hírözön: érdekességek a gyerekek és a rajzfilmek világából Ed, Edd és Eddy: Tűzokádó lánysárkány! (képregény) Bátor, a gyáva kutya: félelmetes viccek Johnny Bravo: Szép és Gyagyás (képregény) Pindúr Pandúrok: A nagy zöld szörnyeteg! (képregény) Dexter laboratóriuma: Esetlen DNS (kísérletet tartalmazó képregény) Ed, Edd és Eddy bemutatja: A bajkeverő gyeplabdapálya! Filmek és programok a CN csatornán Samurai Jack rejtvények, fejtörők Filmözön Postaláda: Válogatás az olvasók leveleiből és rajzaiból A következő számból                                                            | 690     | 590                |
| 5         | 2007. március          | Hírözön - Jönnek a robotok Ben 10: Az őrült bika támadása (képregény) Viccek Fosterék házából Billy, Mandy és a Kaszás: Szöktetés a diliházból (képregény) Mandark bemutatja: a rettenetes Rémrakéta Johnny Bravo: Az elátkozott aranyhal (képregény) Filmek és programok a CN csatornán Robotok és szörnyetegek: játékok, rejtvénnyel, fejtörők Bátor, a gyáva kutya: Csápos szörny a föld alól (képregény) Filmözön Postaláda A következő számból | 690     | 590                |
| 6         | 2007. április          | Hírözön KND: E.L.H.Á.R.Í.T.Á.S. (képregény) Pindúr Pandúrok: Még a mókusok is ügyesebben megcsinálnak bármit, mint a fiúk (képregény) Dexter laboratóriuma: A végzetes rémfánkok! - 1. rész (képregény) Mohó Jojó legjobb tréfái A Pindúr Pandúrok bemutatják: Rémelhárító csatagyűrű! Ed, Edd és Eddy undorító felfedezései Minden, amit tudni lehet a Pindúr Pandúrokról/ Filmek és programok a CN csatornán Veszedelmes játékok, rejtvények, fejtörők Ed, Edd és Eddy: Undorító mocsokfürdő (képregény) Filmözön Postaláda A következő számból                                                    | 690     | 590                |
| 7         | 2007. május            | Hírözön Samurai Jack: Vérfürdő a hegyi boltban (képregény) Divatbemutató Kaszással Viccek: Kacagó Pindúr Pandúrok Dexter laboratóriuma: A végzetes rémfánkok! - 2. rész (képregény) Ben 10: A végzetes autóverseny (képregény) Filmek és programok a CN csatornán Veszedelmes játékok: rémek, szörnyek, agyarak! Pindúr Pandúrok: Mohó Jojó gonosz fiai - 1. rész (képregény) Ajándék: Álommanó-riasztó órakorongágyú! Filmözön Postaláda A következő számból | 690     | 590                |
| 8         | 2007. június           | Hírözön KND:Vadnyugat az iskolában (képregény) Bátor, a gyáva kutyus: alapos bemutatás Viccek: Ben földönkívüli humora Juniper Lee: A halálos rémfegyver! (képregény) Johnny Bravo: Szörnyű éjszaka (képregény) Pindúr Pandúrok: Mohó Jojó gonosz fiai - 2. rész (képregény) Fejtörők: Csúcson a tudás Dexter laboratóriuma: A végzetes rémfánkok - 3. rész (képregény) Filmözön Postaláda A következő számból | 690     | 590                |
| 9         | 2007. július           | Hírözön Billy, Mandy és a Kaszás: A varázsgömb titka (képregény) Hogyan rajzolj Ben 10-et? Samurai Jack: Iszonyatos küzdelem (képregény) Horoszkóp: László megmutatja a jövőt Viccek: Johnny Bravo veled nevet Megas XLR: Vakáció (képregény) Filmek és programok a CN csatornán KND: Jelszó:T.R.I.C.I.K.L.I. (képregény) Filmözön Postaláda A következő számból | 690     | 590                |
| 10        | 2007. augusztus        | Hírözön Fosterék háza képzeletbeli barátoknak: Agyzabáló zombik (képregény) Megas XLR: Kegyetlen robotok (képregény) Viccek: Dee - Dee veled vihog Dexter laboratóriuma: Küzdelem a mocsok ellen - 1. rész (képregény) A KND bemutatja: Hordozható vízágyú Fejtörő: Otthon, édes otthon Filmek és programok a CN csatornán Billy, Mandy és a Kaszás: Kaszás menü (képregény) Dr. Kamikazi gonosz horoszkópja Filmözön Postaláda A következő számból | 690     | 590                |
| 11        | 2007. szeptember       | Hírözön Juniper Lee: Iszonytatos kutyaeledel (képregény) Viccek Csupakézzel Billy, Mandy és a Kaszás: Pokoli kutyakiállítás (képregény) Eddék extrém sportjai Pindúr Pandúrok: A gonosz csigák (képregény) Dexter bemutatja: Radírszedő robotkéz Fejtörő: Agy nem marad szárazon Dexter laboratóriuma: Küzdelem a mocsok ellen - 2. rész (képregény) Filmözön Postaláda A következő számból | 690     | 590                |
| 12        | 2007. október          | Hírözön Ben 10: A kísértetkastély foglyai (képregény) Viccek a Fantasztikus Adrenalini fivérekkel Fejtörő Ádámmal és Jakabbal KND: Könyörtelen könyvelők (képregény) A KND bemutatja: barátságos rémmosoly László a nagyvárosban Fejtörők a KND-vel és Dexterrel Filmek és programok a CN csatornán Pindúr Pandúrok: Börtönbe a Pandúrokkal! (képregény) Filmözön Postaláda A következő számból | 690     | 590                |
| 13        | 2007. november         | Hírözön Megas XLR: Az éhség nagy úr (képregény) Viccek Bloo-val Eddyék receptje: Egy kupac sáros kukac Ben 10: A hegyek őrült szelleme (képregény) Ed, Edd és Eddy bemutatja: Az intelligenciamérő hangágyú Fejtörők KND: H.A.J.V.Á.G.Á.S. (képregény) Boci és Pipi: Sajtvilág - 1. rész (képregény) Dicsőségtár: a gyerekek rajzai Filmek és programok a CN csatornán Filmözön Postaláda A következő számból | 690     | 590                |
| 14        | 2007. december         | Hírözön Ben 10: A szörnyeteg városa (képregény) Viccek Ben 10-zel Dexter laboratóriuma: Arany Al (képregény) Junper Lee: A nagytakarítás (képregény) Pindúr Pandúrok: A Pindúr Pandúrok eredete (képregény) Viccek Dexterrel Johny saját oldala KND: K.A.CS.A. (képregény) Fejtörő: Fosterék háza és Eddyék Ben 10 játékok Viccek a Pindúr Pandúrokkal Boci és Pipi: Sajtvilág - 1. rész (képregény) Dicsőségtár Filmözön Postaláda A következő számból | 1490    | 590                |
| 15        | 2008. január           | Hírözön Billy, Mandy és a Kaszás: Végsővárosi incidens (képregény) Viccek Mandyvel Rajzoljunk Ben 10-et Johnny Bravo: Mama cikis frizurája (képregény) Én vagyok Menyus: Tép-regény - 1. rész (képregény) Fejtörők a KND-vel Kaszás bemutatja: Szemtelen szemforgató Fejetlen fejtörők Megas XLR: A nagy sajtszelet szöktetés (képregény) Dicsőségtár Filmek és programok a CN csatornán Filmözön Postaláda A következő számból | 690     | 590                |
| 16        | 2008. február          | Hírözön Szamuráj Jack: Személyleírás (képregény) A CN Magazin 1. szülinapjáról Viccek Csupakézzel László tábor: Kecskebéka bajnokság (képregény) Dr. Kamikazi bemutatja: Cápastukker Én vagyok Menyus: Tép-regény - 2. rész (képregény) Infók a Fantasztikus négyesről Dicsőségtár Filmek és programok a CN csatornán Filmözön Postaláda A következős számból | 690     | 590                |
| 17        | 2008. március          | Hírözön Ben 10: Techno zombik (képregény) Viccek Eddyékkel Szamuráj Jack: Ítéletnap (képregény) Tuti ötletek Eddyéktől Viharsólymok: Infók a szereplőkről Fejtelen fejtörők Fosterék háza: Mozibunyó (képregény) Filmek és programok a CN csatornán Filmözön Postaláda A következő számból | 690     | 590                |
| 18        | 2008. április          | Hírözön Megas XLR: Ronccsá zúzott iskola (képregény) Viccek a KND-vel Viharsólymok: A menekülés (képregény) Szamuráj Jack: Bűvös szirének (képregény) Boci és Pipi: Csibe kapitány (képregény) Fejtelen fejtörők Dicsőségtár Filmek és programok a CN csatornán Még több fejtörő Postaláda A következő számból | 690     | 590                |
| 19        | 2008. május            | Hírözön Dexter laboratóriuma: Pihenési potenciál (képregény) Viccek Amyval és Yumival László tábor: A legnagyobb túlélő (képregény) Kincskeresés Eddyékkel Johnny Bravo bemutatja: Biliárdkészlet HHPAY: Szuperboldog táncparadicsom - 1. rész (képregény) Bugyuta vásárfia Tréfás fejtörők Dicsőségtár Filmek és programok a CN csatornán Postaláda A következő számból | 690     | 590                |
| 20        | 2008. június           | Hírözön KND: T.E.J.F.O.G. (képregény) Viccek Bátorral Ed, Edd és Eddy: Atomi tengeralattjáró (képregény) Bátor, a gyáva kutya: Dudás Dani (képregény) HHPAY: Szuperboldog táncparadicsom - 2. rész (képregény) Dexter bemutatja: Légidesszant óra Szamuráj Jack: Apák napja (képregény) Dicsőségtár Filmek és programok a CN csatornán Tréfás fejtörők Postaláda A következő számból | 690     | 590                |
| 21        | 2008. július           | Hírözön Ed, Edd és Eddy: Állkapocs-roppancsok (képregény) Johnny Bravo: Tengernyi öröm (képregény) Viccek a Kaszással Billy, Mandy és a Kaszás: Piknik pánik (képregény) Fejtelen fejtörők Dexter vs Ketteske László tábor szereplők Dexter laboratóriuma: Só és Bors (képregény) Dicsőségtár Filmek és programok a CN csatornán Postaláda A következő számból | 690     | 590                |
| 22        | 2008. augusztus        | Hírözön Ed, Edd és Eddy: Gör-dögök (képregény) Viccek Dexterrel Fosterék háza képzeletbeli barátoknak: Boldog születésnapot, Foster néni (képregény) Filmözön: Speed Racer: Totál turbó KND: Piszkos a fürdés (képregény) Interjú egy egy kémmel! Rengeteg fejtörő Johnny Bravo: Félelmetes babona (képregény) Dicsőségtár Filmek és programok a Cn csatornán Postaláda A következő számból | 690     | 590                |
| 23        | 2008. szeptember       | Hírözön Ed, Edd és Eddy: A keménykötésű Ed (képregény) Viccek Robotboy-tól Görcsös viccek a Görcs ikrekkel Dexter laboratóriuma: Szellem a palackban (képregény) Dr. Kamikazi kérdezz-felelek Billy, Mandy és a Kaszás: A varázsláda bosszúja (képregény) KND: A végzet csokipiramisa - 1. rész (képregény) Dicsőségtár Filmek és programok a CN csatornán Tréfás fejtörők Postaláda A következő számból | 890     | 590                |
| 24        | 2008. október          | Hírözön Dexter laboratóriuma: Az idő nekem dolgozik (képregény) Totál Dráma Sziget Viccek Johnny Bravo: Lovagálom szamárháton (képregény) KND: A végzet csokipiramisa - 2. rész (képregény) Eszelősen őrült viccek Dr. Kamikazival Meglepő fejtörők Társasjáték a László táborban Dicsőségtár Filmek és programok a CN csatornán Tréfás fejtörők Postaláda A következő számból | 890     | 590                |
| 25        | 2008. november         | Hírözön Dexter laboratóriuma: Virágok háborúja (képregény) Ben 10 bemutatása Viccek a Görcs ikrekkel Billy, Mandy és a Kaszás: A nagy zabálás (képregény) Pindúr Pandúrok: Állati vállalkozás - 1. rész (képregény) Pindúr Pandúrok: rövid bemutatás Viccek Eddy-ékkel Irány Dinóföld! Dicsőségtár gyerekeknek Filmek és programok a CN csatornán Shaun, a bárány Tréfás fejtörők Postaláda A következő számból | 890     | 590                |
| 26        | 2008. december         | Hírözön Billy, Mandy és a Kaszás: Billy saját tévécsatornája (képregény) Ben 10 infók Shaun, a bárány szereplők Viccek Fosterék házából Pindúr Pandúrok: Állati vállalkozás - 2. rész (képregény) A Totál Dráma Sziget titkai Fejetlen fejtörők Aktuális csízió: amit tudni érdemes Dicsőségtár Filmek és programok a Cn csatornán Postaláda A következő számból | 890     | 590                |
| Különszám | 2008: Ben 10 különszám | Hírözön Ben 10: Minden titok kiderülhet Ben 10: Alien Force(Idegen Erők) - Az új sorozat Ismerd meg a szereplőket Hogyan rajzolj Ben 10-et? A végzetes autóverseny (képregény) Viccek Ben 10-zel Feladatok és fejtörők Bennel Dicsőségtár Postaláda A következő számból | 890     | 590                |
| 27        | 2009. január           | Hírözön Dexter laboratóriuma: Majomvilág (képregény) Ben 10: Alien Force (Idegen erők): A szereplők KND viccek Aktuális csízió szereplők Billy, Mandy és a Kaszás: Pokoli utazás - 1. rész (képregény) Étvágygerjesztő tréfák Chowdertől Dexter minden mennyiségben Totál Drám Sziget: szereplők Dicsőségtár Filmek és programok a CN csatornán Fejetlen fejtörők Postaláda>br>A következő számból | 890     | 590                |
| 28        | 2009. február          | Hírözön Ben 10: Idegen Erők: Új idegenek Johnny Bravo: Meglátni és megszeretni (képregény) Érdekességek Dexterről Viccek Eddyékkel Tini Titánok: A szereplőkről Tréfák Bátorral Billy, Mandy és a Kaszás: Pokoli utazás - 2. rész (képregény) Csillagok háborúja: Az új sorozat Dicsőségtár Filmek és programok a CN csatornán Bátor, a gyáva kutya: Vegainvázió - 1. rész (képregény) Tréfás fejtörők Postaláda A következő számból | 890     | 590                |
| 29        | 2009. március          | Hírözön Ben 10: Még több új idegen Megas XLR: Szerelem első csapásra (képregény) Bátor, a gyáva kutya: Vegainvázió - 2. rész (képregény) Ben 10: A Limaxok Csillagok Háborúja: Az új sorozatról Shaun bevezet a popkultúrába Tréfák Kaszással HHPAY: Mész te a víz alá (képregény) Dicsőségtár Ben 10: Zombozó színre lép Filmek és programok a CN csatornán KND viccek Tréfás fejtörők Postaláda A következő számból | 890     | 590                |
| 30        | 2009. április          | Hírözön Ben 10: Még több idegen KND: SZ.Ó.D.A. (képregény) Johnny Bravo: Csillogó lakkcipő (képregény) Fejtelen fejtörők Viccek a KND-vel KND: R.E.P.Ü.L.Ő. - 1. rész (képregény) Dicsőségtár Filmek és programok a CN csatornán Viccek Ben 10 ellenségeivel Postaláda A következő számból | 890     | 590                |
| 31        | 2009. május            | Hírözön Ben 10 és az Idegen erők: A rossz fiú (képregény) Amit tudni kell a szupergonoszokról Dexter laboratóriuma: Látogatók az űrből (képregény) Ben 10 és az Idegen erők: Új titkok Viccek Menyusékkal Gonosz fejtörők KND: SZ.T.R.Á.J.K. - 1. rész (képregény) KND: R.E.P.Ü.L.Ő. - 2. rész (képregény) Filmek és programok a CN csatornán Dicsőségtár Elképesztő fejtörők Postaláda A következő számból | 890     | 590                |
| 32        | 2009. június           | Hírözön Ben 10 és az Idegen erők: Az új világrend (képregény Viccek Gwennel Szombaték titkos világa: A kannibál átok! (képregény) Labdarúgás felsőfokon: Match Attax Ben 10: Penge titkai (képregény) Viccek a Tini Titánokkal Szamuráj Jack: A csuklás zenje - 1. rész (képregény) Játékmánia Filmözön Kémsuli: Az új sorozat titkai Dicsőségtár Filmek és programok a CN csatornán Csillagok Háborúja: Néhány epizód Elképesztő fejtörők Postaláda A következő számból | 890     | 590                |
| 33        | 2009. július           | Hírözön Ben 10: Intergalaktikus diliklub (képregény) Scooby-Doo: Ki kicsoda? Viccek Szombatékkal Sarah Jane kalandjai: Az új sorozat Ben 10: Újabb idegenek KND: K.L.O.TY.Ó. hadművelet - 1. rész (képregény) Csillagok Háborúja: Hősök és gazfickók Vidám fejtörő Viccek Kevinnel Ben 10: És akkor 10-en lettek - 1. rész (a legelső Ben 10 epizód képregény változata) Filmek és programok a CN csatornán Szamuráj Jack: A csuklás zenje - 2. rész (Képregény) Kémsuli: Az új sorozat titkai Filmek és programok a CN csatornán Filmözön Játékmánia Fejetlen fejtrők Postaláda A következő számból | 890     | 590                |
| 34        | 2009. augusztus        | Hírözön Ben 10: Őrület a víz alatt (képregény) Viccek a Kaszással KND: K.L.O.TY.Ó. haddművelet - 2. rész (képregény) Ben 10 kvíz Szamuráj Jack: Mozaik (képregény) Sarah Jane: Ismerd meg az idegeneket Ben 10: És akkor 10-en lettek - 2. rész (a legelső Ben 10 epizód képregény változata) Filmek és programok a CN csatornán Jedi viccek Hogyan legyél rejtvényfejtő? Filmözön Játékmánia Fejtelen fejtörők Postaláda A következő számból | 890     | 590                |
| 35        | 2009. szeptember       | | 890     | 590                |
| 36        | 2009. október          | Hírözön Ben 10: Támadás a jövőből (képregény) Viccek Fosterék házából Rajzolj Lászlót Pindúr Pandúrok: _Micsodqa para, lányok! (képregény) Csillagok Háborúja kvíz Viccek Dee-Dee-vel Ben 10: És akkor 10-en lettek - 4. rész (a legelső Ben 10 epizód képregény változata) Játékmánia Filmek és programok a CN csatornán Filmözön Fejtelen fejtörők Postaláda A következő számból | 890     | 590                |
| 37        | 2009. november         | Hírözön Ben 10: Gyerekek a világűrben (képregény) Csillagok háborúja: Grievous tábornok Billy, Mandy és a Kaszás: A bohócot mindenki szereti (képregény) Fejtörők Dexterrel és Mandarkkal Totál Dráma Akció viccek Ben 10: És akkor 10-en lettek - 5. rész (a legelső Ben 10 epizód képregény változata) Játékmánia Filmek és programok a CN csatornán Fejtelen fejtörők Postaláda A következő számból | 890     | 590                |
| 38        | 2009. december         | Hírözön Ben 10: Csata a magasban (képregény) Csillagok Háborúja: Greivous pusztulása Ben 10 adatbázis: Vadorzó (képregény) KND: A C.S.E.M.P.É.S.Z. akció (képregény) Melyik Ed vagy? Viccek Chowderrel Ben 10: És akkor 10-en lettek - 6. rész (a legelső Ben 10 epizód képregény változata) Játékmánia Filmek és programok a CN csatornán Filmözön Fejtelen fejtörők Postaláda A következő számból | 890     | 590                |
| 39        | 2010. január           | Hírözön Ben 10: Záptojások (képregény) Csillagok Háborúja: Kit Fisto Ben 10: ALien Swarm: Ben eljátszója Ben 10 adatbázis: Gyémántfej (képregény) Szamuráj Jack: A varázslatos szívtipró 8képregény) Infók a KND-ről Viccek a Bakugan Szörny Bunyósokkal Ben 10: És akkor 10-en lettek - 7. rész (a legelső Ben 10 epizód képregény változata) Viccek Kedvenc Eddel Játékmánia Filmek és programok a CN csatornán Filmözön Fejtelen fejtörők Postaláda A következő számból | 690     | 590                |
| 40        | 2010. február          | Hírözön Ben 10: Metik támadása (képregény) Viccek Robotboy-jal Ben 10: Alien Swarm: Gwen eljátszója Ben 10 adatbázis: Lánglovag (képregény) KND: A B.U.V.Á.R. akció (képregény) Fosterék háza: Elkallódott személyazonosságok Match Attax: A játékszabály Ben 10: És akkor 10-en lettek - 8. rész (a legelső Ben 10 epizód képregény változata) Viccek Johnny Bravo-val Játékmánia Filmek és programok a CN csatornán Filmözön Fejetlen fejtörők Postaláda A következő számból | 690     | 590                |
| 40        | 2010. március          | Hírözön Szombaték titkos világa: Az orosz vérfarkas (képregény) Csillagok Háborúja: Ki-Adi-Mundi Szamuráj Jack: Szamuráj Mack (képregény) Batman: A bátor és a vakmerő: Az új sorozat Ben 10 viccek A Match Attax világbajnokságról Ben 10: És akkor 10-en lettek - 9. rész (a legelső Ben 10 epizód képregény változata) Hero: 108: Az új sorozat Játékmánia Filmek és programok a CN csatornán filmözön Fejtelen fejtörők Postaláda A következő számból | 690     | 590                |
| 40        | 2010. április          | | 690     | 590                |
| 40        | 2010. május            | Hírözön KND: V.É.R.E.S. S.E.B. akció (képregény) Csillagok Háborúja űrhajók Scooby-Doo és a kalózszellem Interjú Puskás Péterrel Te melyik idegen vagy? Hero:108: A szereplők Híres rajzfilmes járgányok Interjú Bloo-val Batman és a segítőtársai Ben 10: És akkor 10-en lettek - 11. rész (a legelső Ben 10 epizód képregény változata) Játékmánia Filmek és programok a CN csatornán Fejtelen fejtörők Postaláda A következő számból | 690     | 590                |

## Revista Cartoon Network
A Revista Cartoon Network a román Cartoon Network Magazin. 2008 májusában jelent meg az első szám, borítóján Ben 10 két idegenével, Szellemmel és Lánglovaggal. Azóta minden hónapban megjelenik.

## Cartoon & Games Magazin
2010 novemberétől adja ki az M&C Kft. a Cartoon Network Magazin helyett. Ez annyiban különbözik a Cartoon Network Magazintól, hogy már nem csak Cartoon Network-kel kapcsolatos tartalom van benne, hanem sport, számítástechnika, stb.

## Cartoon Network Könyvmagazin
A Cartoon Network magazin miniszáma, mely közül pár darab ajándék volt a magazinhoz. Első száma 2009-ben jelent meg.